# Afrogryllacris buttneri
Afrogryllacris buttneri är en insektsart som först beskrevs av Griffini 1908.  Afrogryllacris buttneri ingår i släktet Afrogryllacris och familjen Gryllacrididae. Inga underarter finns listade i Catalogue of Life.